# Соджорнер (марсоход)
«Соджорнер» (англ. Sojourner, Пришелец) — марсоход космического агентства НАСА, запущенный в рамках программы «Марс Пасфайндер».

## Название
Название марсохода Соджорнер дословно означает «временный житель» или «проезжий», оно было дано победительницей голосования — 12-летней девочкой из штата Коннектикут, США. Марсоход назван в честь женщины-борца с негритянским рабством — Соджорнер Трут.

## Устройство

### Выработка энергии

Панель солнечных батарей марсохода перед установкой

Электропитание «Соджорнера» осуществлялось с помощью одной лёгкой панели солнечной батареи, состоявшей из 234 отдельных фотоэлектрических элементов на основе арсенида галлия/германия (GaAs/Ge). Её мощность составляла 15 Вт (примерно 150 Вт·ч/сол). Вес — 0,340 кг. Площадь батареи 0,22 м². Рабочий диапазон температур от −140 до +110 °C. Размер одной ячейки составляет 2 × 4 см. Солнечная батарея хорошо видна в виде тёмной плоской панели, смонтированной на верхней части марсохода. Ячейки солнечных батарей очень лёгкие, тонкие и хрупкие. Создана компанией Applied Solar Energy Corporation (ASEC).

### Батареи

Электрическая батарея Соджорнера

В качестве аккумулятора использовалась сцепка из 3 батарей, суммарный вес которой составлял 1,24 кг. Батарея 40 мм в диаметре и 186 мм в длину. Сцепка находилась внутри марсохода, под панелью солнечных батарей. Каждая батарея содержала по три ячейки на основе литий-тионилхлорида (Li-SOCl2). Рабочее напряжение — 8-11 В. Ёмкость одной ячейки колебалась от 8 А·ч при температуре −20 °C и до 12 А·ч при +25 °C. Вес одной ячейки — 118 г. Фирма-изготовитель «SAFT America».
Вес марсохода на Земле (см. схему) составлял вместе со всем оборудованием около 115 Н, что соответствует ≈ 45 Н на поверхности Марса. Размеры марсохода — 0,65 × 0,48 × 0,3 м.
В Соджорнере имелось 11 электродвигателей постоянного тока RE016DC мощностью 3,2 Вт, созданных компанией «Maxon Motor». Шесть двигателей вращают колёса, по одному на каждое колесо, 4 задают направление движения и последний поднимает и опускает спектрометр. Двигатели могут переносить температуры до −100 °C.
Марсоход был оборудован шестью колёсами диаметром 13 см, каждое из которых способно вращаться самостоятельно. Аппарат способен наклоняться на 45° без переворачивания и преодолевать препятствия высотой до 20 см.
Мощности батареи хватало для работы аппарата в течение нескольких часов в день даже в пасмурную погоду. Кроме того, в марсоходе имелось три радиоизотопных элемента с несколькими граммами плутония-238 для поддержания необходимой температуры в электронном блоке.
Связь с Землёй марсоход поддерживал через посадочную станцию. Антенна марсохода была рассчитана передавать данные на расстояние до 0,5 км.

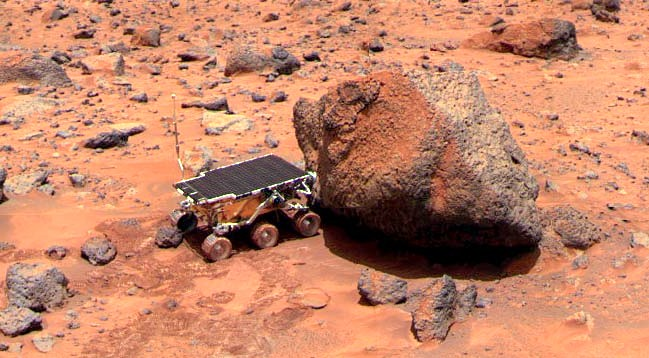
«Соджорнер» изучает камень «Йоги» спектрометром Альфа-частиц.

Марсоход был оборудован тремя камерами — передней стереосистемой и задней одинарной камерой. Альфа-протон-рентгеновский спектрометр (APXS) был практически идентичен спектрометру, установленному на космическом аппарате «Марс-96», прибор был создан Институтом исследований Солнечной системы Общества Макса Планка в Линдау и Чикагским университетом, США, он был укомплектован источником излучения на основе кюрия-244 производства АО «ГНЦ НИИАР». Спектрометр мог определять элементный состав пород Марса и пыли, за исключением такого элемента, как водород. Управление Соджорнером осуществлялось с помощью 8-разрядного процессора Intel 80C85, работающего на частоте 2 МГц (производительность 0,3 MIPS), объём оперативной памяти составлял 512 КБ, также имелся твердотельный накопитель на флеш памяти объёмом 176 КБ. Программное обеспечение марсохода могло создавать 3-D карты местности, исходя из стереоснимков, созданных при помощи одной из передней стереокамеры. Автоматическая система навигации делает снимки близлежащей местности, используя одну из двух стереокамер. После этого стереоизображения преобразуются в 3-D карты местности, которые автоматически создаются программным обеспечением ровера. Программное обеспечение определяет какова степень проходимости, безопасна ли местность, высоту препятствий, плотность грунта и угол наклона поверхности. Из десятков возможных путей ровер выбирает кратчайший, самый безопасный путь к своей цели. Затем, проехав от 0,5 до 2 метра (в зависимости от того, сколько препятствий находится на его пути), ровер останавливался, анализируя препятствия, находящиеся неподалёку. Весь процесс повторяется, пока он не достигнет своей цели или же пока ему не прикажут остановиться с Земли. Система безопасности Соджорнера — Rover Control Software, могла захватывать по 20 точек на каждом шагу.

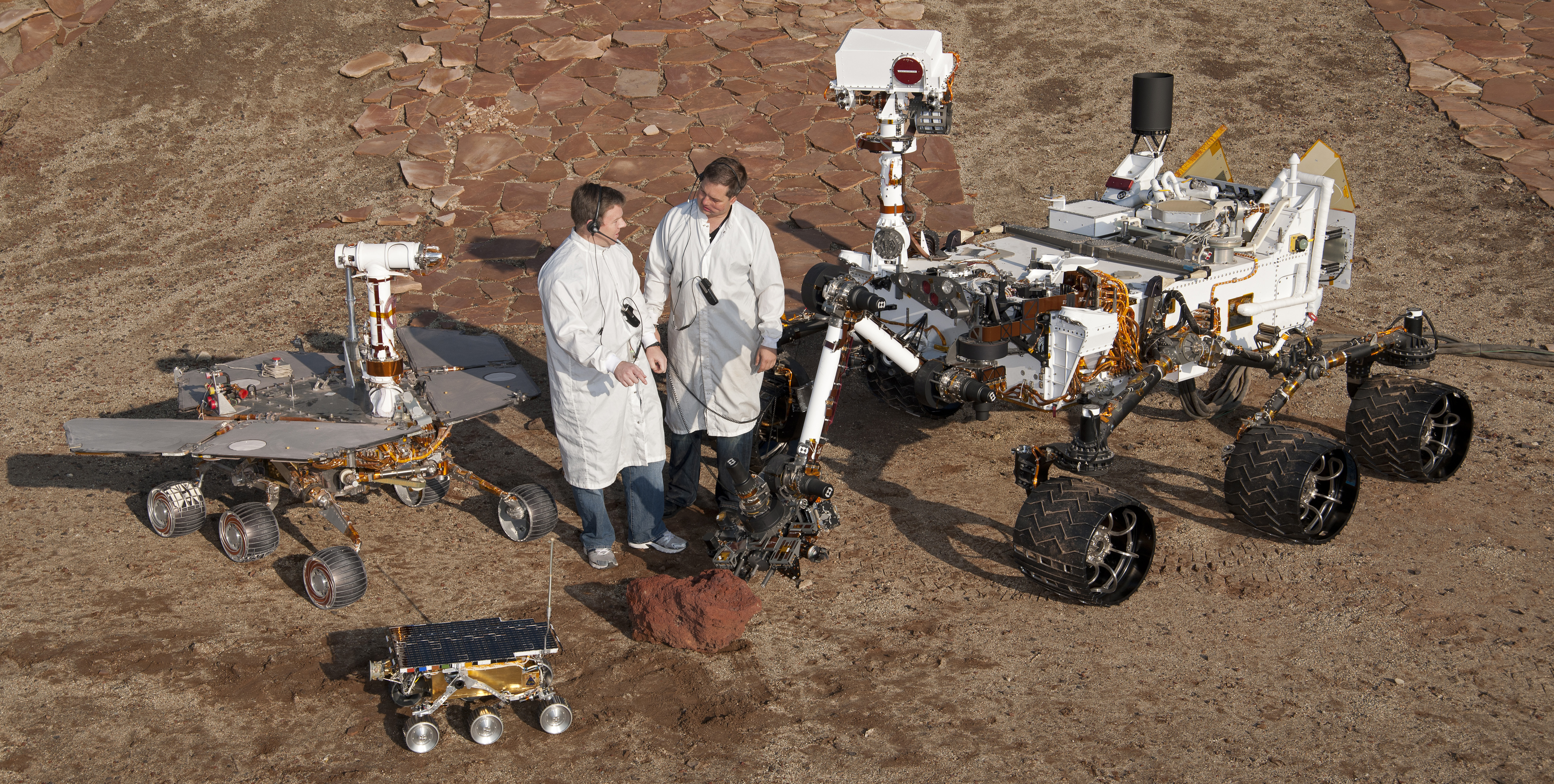
Модели всех успешных марсоходов в сравнении: Соджорнер (самый маленький), Оппортьюнити/Спирит (средний), Кьюриосити (самый большой).

|                                | Кьюриосити      | Оппортьюнити/Спирит | Соджорнер       |
| ------------------------------ | --------------- | ------------------- | --------------- |
| Запуск                         | 2011            | 2003                | 1996            |
| Масса (кг)                     | 899             | 174                 | 10,6            |
| Размеры (В метрах, Д×Ш×В)      | 3,1 × 2,7 × 2,1 | 1,6 × 2,3 × 1,5     | 0,7 × 0,5 × 0,3 |
| Энергия (кВтч/сол)             | 2.5-2,7         | 0,3—0,9             | < 0,1           |
| Научные инструменты            | 10              | 5                   | 4               |
| Максимальная скорость (см/сек) | 4               | 5                   | 1               |
| Передача данных (МБ/сутки)     | 19—31           | 6—25                | < 3,5           |
| Производительность (MIPS)      | 400             | 20                  | 0,3             |
| Память (МB)                    | 256             | 128                 | 0,5             |
| Расчётный район посадки (км)   | 20x7            | 80x12               | 200x100         |

## Ход миссии

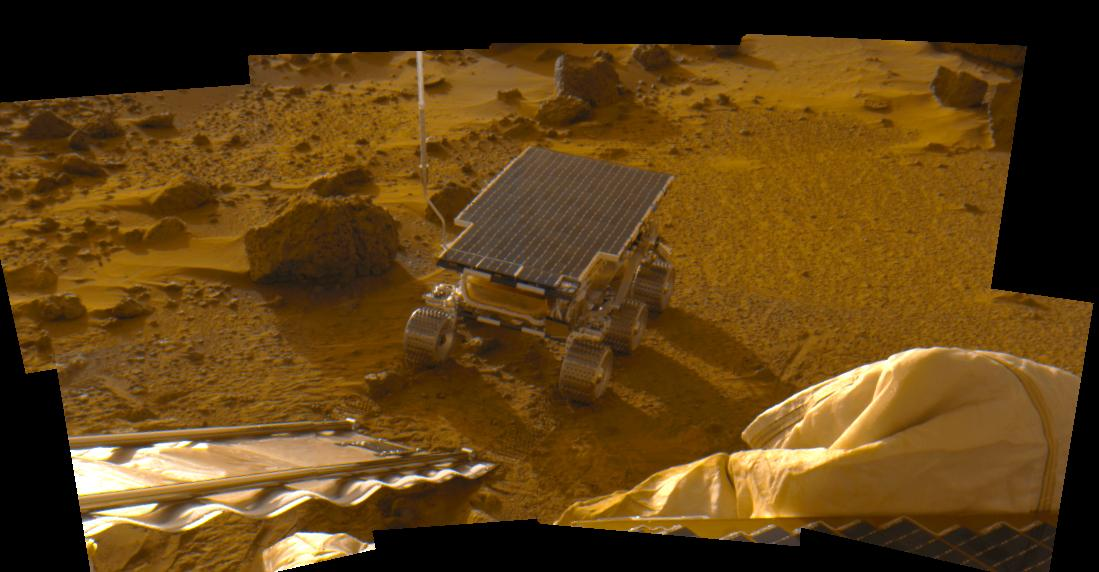
«Соджорнер» на 2 сол пребывания на поверхности Марса (снимок камерой неподвижной марсианской станции «Патфайндер»).

На поверхность Марса опустился 4 июля 1997 года в составе спускаемого аппарата. Марсоход был рассчитан на 7-сольную (сол — марсианские сутки) миссию, с возможностью расширения до 30 сол. Несмотря на это, он работал в течение 83 сол, до того момента, как спускаемая станция «Патфайндер», действовавшая в качестве ретранслятора, не вышла из строя (после чего Ровер потерял возможность общаться непосредственно с Землёй); последний контакт с ней состоялся в 10:23 UTC 27 сентября 1997 года, вместе с этим связь оборвалась и с марсоходом, несмотря на то, что он находился в рабочем состоянии. Место последней остановки марсохода до сих пор неизвестно, будущая камера Mars Geoscience Imaging at Centimeter-Scale (MAGIC), разрешение снимков которой составит 5 сантиметров на пиксель, поможет устранить этот пробел.
Всего до потери связи «Соджорнер» преодолел дистанцию примерно в 100 метров.

## Места́ посадок исследовательских аппаратов на карте Марса
Спирит

Оппортьюнити

Соджорнер
Викинг-1

Викинг-2

Феникс

Марс-3

Кьюриосити
Скиапарелли